# Маламук (футбольний клуб)
«Маламук» — професіональний ґренландський футбольний клуб з міста Уумманнак. Однак, всі матчі клуб проводить на Національному стадіоні у Нууці.

## Історія
Футбольний клуб «Маламук» було засновано у 1979 році в місті Уумманнак на півночі Західної Гренландії. Своє перше та єдине на сьогодні національне чемпіонство клуб здобув у 2004 році. Останнім вагомим досягненням клубу було друге місце в національному чемпіонаті 2014 року.
Півзахисник ФК «Маламук» Зііб Каасса був визнаний найкращим гравцем збірної Ґренландії на ELF Cup в 2006 році.

## Досягнення
- Кока-кола ГМ
  -  Чемпіон (1): 2004
  -  Срібний призер (2): 2009, 2014
  -  Бронзовий призер (2): 2001, 2005

## Відомі гравці
- Антон Овербалле
- Зііб Каасса